# Basic認証
Basic認証（ベーシックにんしょう、Basic Authentication）とは、HTTPで定義される認証方式（HTTP認証）の一つ。基本認証と呼ばれることも。
Basic認証では、ユーザ名とパスワードの組みをコロン ":" でつなぎ、Base64でエンコードして送信する。このため、盗聴や改竄が簡単であるという欠点を持つが、ほぼ全てのWebサーバおよびブラウザで対応しているため、広く使われている。
盗聴や改竄を防ぐため、後にDigest認証というユーザ名とパスワードをMD5でハッシュ化して送る方法が考えられた。

## 通信の流れ
典型的なBasic認証におけるHTTPクライアントとHTTPサーバの間の通信を紹介する。
だいたいの流れは以下のようになる。
1. クライアントは認証が必要なページをリクエストする。しかし、通常ここではユーザ名とパスワードを送っていない。なぜならばクライアントはそのページが認証を必要とするか否かを知らないためである。
2. サーバは401レスポンスコードを返し、認証領域 (authentication realm) や認証方式 (Basic認証) に関する情報をクライアントに知らせる。
3. それを受けたクライアントは、認証領域（通常は、アクセスしているコンピュータやシステムの簡単な説明）をユーザに提示して、ユーザ名とパスワードの入力を求める。ユーザはここでキャンセルすることもできる。
4. ユーザによりユーザ名とパスワードが入力されると、クライアントはリクエストに認証ヘッダを追加して再度送信する。
5. 認証に成功すると、サーバは認証の必要なページのリクエストを処理する。一方、ユーザ名やパスワードが間違っていた時には、サーバは再び401レスポンスコードを返す。それによりクライアントは再びユーザにユーザ名とパスワードの入力を求める。

## 例
以下に、認証に成功した場合の例を示す。（番号は上記「通信の流れ」と対応させてある）
1.認証を伴わないリクエスト:
```
GET
 
/private/index.html
 
HTTP
/
1.1

Host
:
 
example.com

```

2.認証が必要であることを示すサーバのレスポンス:
```
HTTP
/
1.1
 
401
 
Authorization Required

Date
:
 
Wed, 11 May 2005 07:50:26 GMT

Server
:
 
Apache/1.3.33 (Unix)

WWW-Authenticate
:
 
Basic realm="SECRET AREA"

Connection
:
 
close

Transfer-Encoding
:
 
chunked

Content-Type
:
 
text/html; charset=iso-8859-1

 

 (ここに人間が読めるエラーメッセージが入る)

```

3.（クライアントによる提示、およびユーザによる入力）:
```
＜通信は行われない＞
```

4.認証を伴うリクエスト (ユーザ名 "root"、パスワード "password"):
```
GET
 
/private/index.html
 
HTTP
/
1.1

Host
:
 
example.com

Authorization
:
 
Basic cm9vdDpwYXNzd29yZA{{=}}{{=}}

```

5.サーバのレスポンス
```
HTTP
/
1.1
 
200
 
OK

Date
:
 
Wed, 11 May 2005 07:50:26 GMT

(以下略)

```